# 汤文字
汤文字（日语：ゆもじ／湯文字）是日本的传统女性内衣，为覆盖下身的长布。在1932年發生白木屋百貨店火災事件之后，逐渐停止使用。

## 概况
汤文字在平安时代就开始出现，当时御汤殿的侍女为了活动方便而发明，主要是将长布围在腰上。在江户的汤文字多为猩红色，侍女以浅葱色为主。在大阪，妓女的汤文字多为红色，其他人均以白色为主。在三重县，则以黄色为主。由于汤文字在民间的流行，在后期则在一定程度上取代了腰卷。

## 名稱
其名稱來源於室町時代的女性用詞，是當時流行的一種較隱晦的說法。本來的單字是“湯帷子”（日语：湯帷子/ゆかたびら），以其第一個假名加上“文字”（もじ）即為。類似的用法還有（來源於，大蒜）、（來源於，飯杓）、（來源於，不好意思）、（來源於，見面）等，大都改編自女性在日常生活中常用的詞彙。